# 화청지
화청지(華淸池, 중국어: 华清池 화칭츠[*])는 중화인민공화국 산시성 시안시의 동쪽 35km 떨어진 '여산' 아래에 위치한 곳으로, 북으로는 위수를 마주하고 있다. 이 지역에서는 보기 드문 온천이 있어서, 43도의 온천수가 샘 솟는다. 온천이 드문 지역이다 보니 3,000년 전인 주나라 때부터 그 역사가 거슬러 올라간다. 주나라 때는 '여궁', 진나라 때는 '여산탕', 한나라 때는 '이궁'으로 당나라 때는 '화청궁'으로 불렸다.
당 현종이 양귀비에게 지어준 '해당탕'이 있는 곳이며 이때 전성기를 맞게 된다.
그러나 당 현종 말기 안녹산의 난이 일어나 화청지는 대부분 불타고 후에 청나라와 중국 정부에서 30%만 복원하는데 그쳤다.

## 갤러리

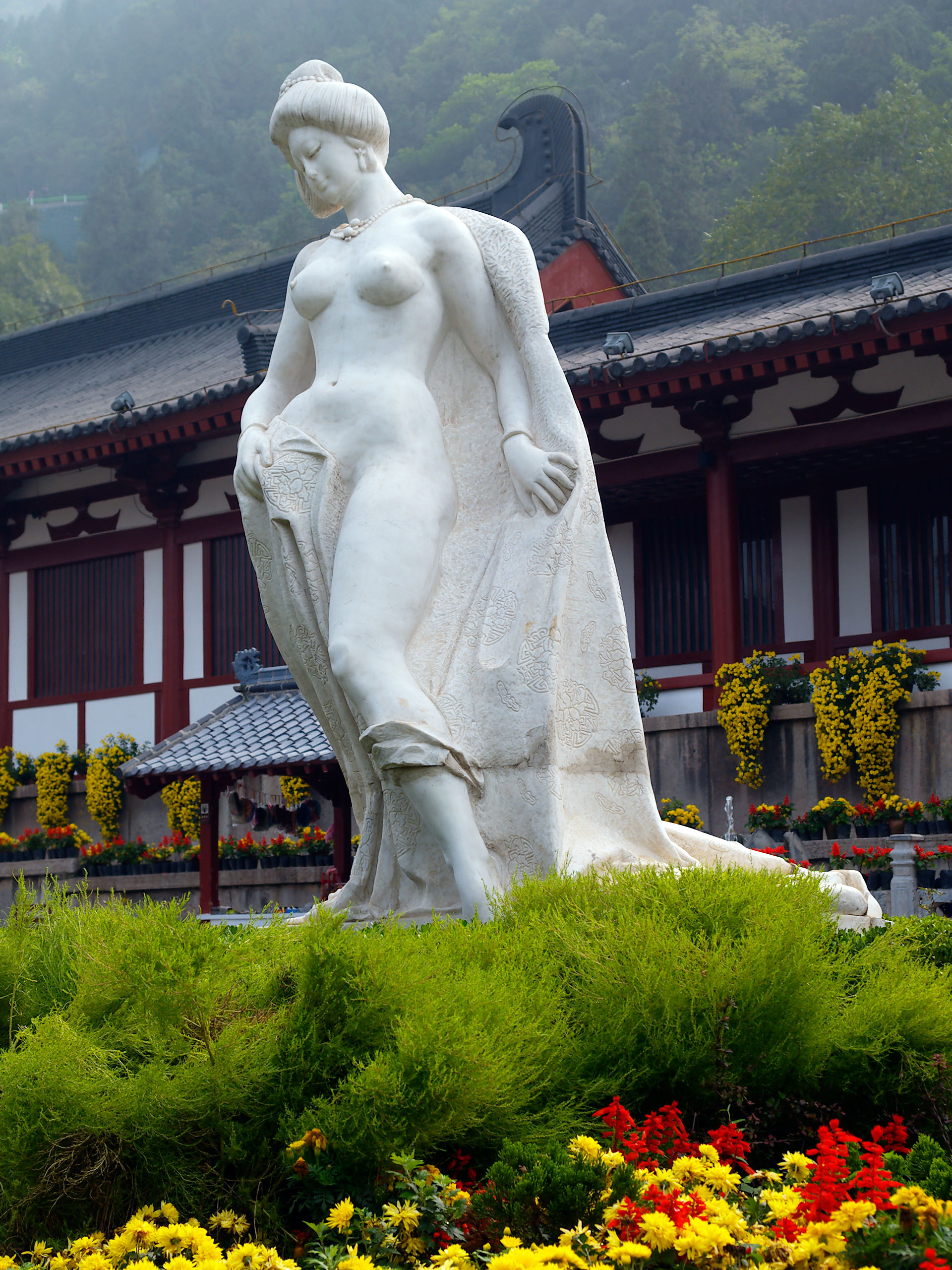
양귀비가 목욕을 끝내고 나오는 동상
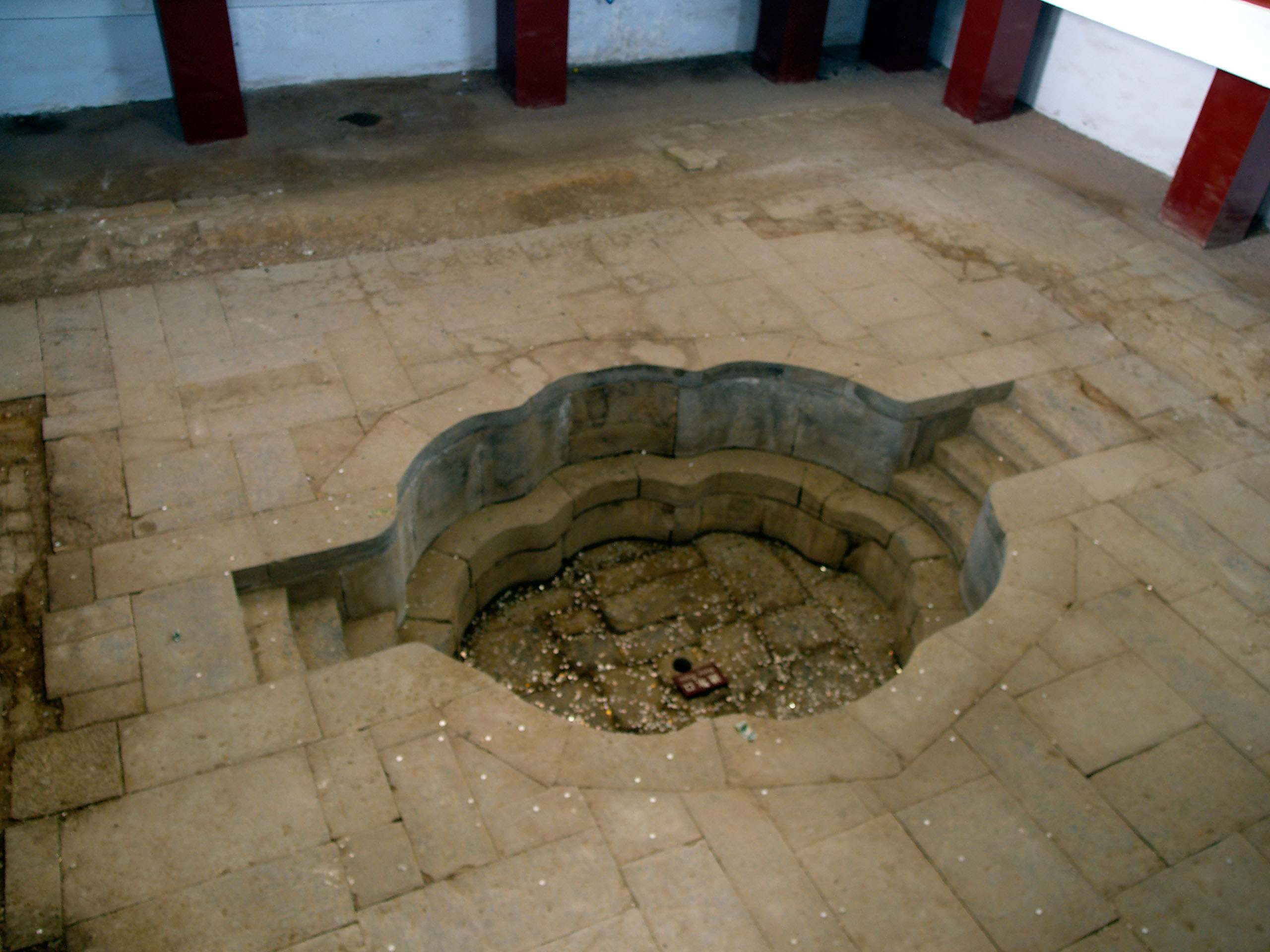
양귀비와 현종이 목욕을 하던 해당탕
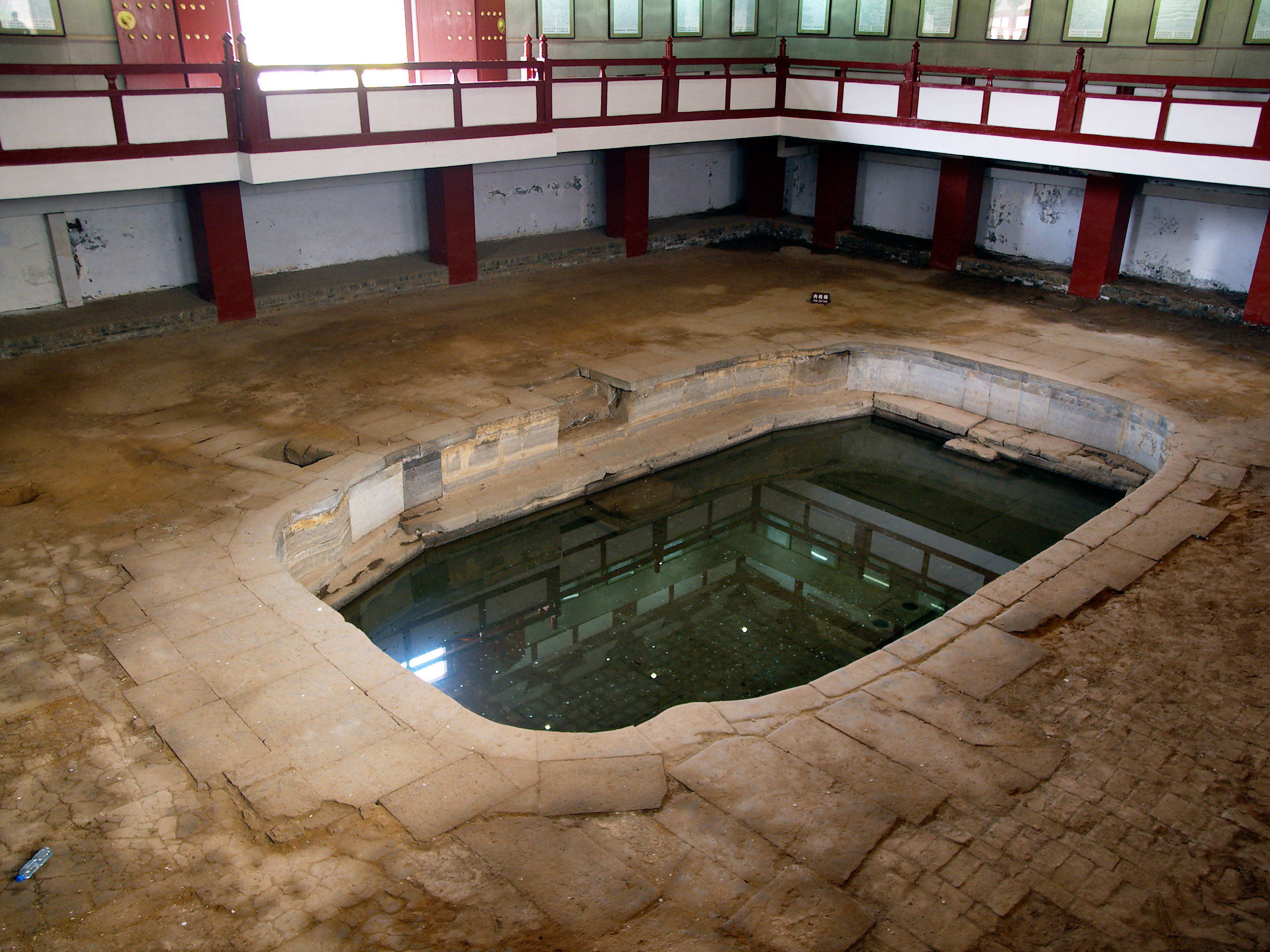
연화탕(蓮華湯)，현종 전용 욕탕